# Blyxa quadricostata
Blyxa quadricostata là một loài thực vật có hoa trong họ Hydrocharitaceae. Loài này được Hartog mô tả khoa học đầu tiên năm 1973.